# Громець
Громець (пол. Gromiec) — село в Польщі, у гміні Лібйонж Хшановського повіту Малопольського воєводства.
Населення — 1585 осіб (2011).
У 1975-1998 роках село належало до Катовицького воєводства.

## Демографія
Демографічна структура станом на 31 березня 2011 року:
|          | Загалом | Допрацездатний вік | Працездатний вік | Постпрацездатний вік |
| -------- | ------- | ------------------ | ---------------- | -------------------- |
| Чоловіки | 785     | 165                | 533              | 87                   |
| Жінки    | 800     | 156                | 452              | 192                  |
| Разом    | 1585    | 321                | 985              | 279                  |